# Archidiecezja Changsha
Archidiecezja Changsha (łac. Archidioecesis Ciamsciavensis, chiń. 天主教长沙总教区) – rzymskokatolicka archidiecezja ze stolicą w Changsha w prowincji Hunan, w Chinach. Arcybiskupi Changsha są również metropolitami metropolii o tej samej nazwie.